# Eulemur cinereiceps
Lêmure-de-cabeça-cinza (Eulemur cinereiceps) é uma espécie  de lêmure pertencente à família Lemuridae.
Até uma revisão taxonómica em 2008, era conhecido por Eulemur albocollaris.